# Colonisation du Système solaire externe
 (août 2024).
Si vous disposez d'ouvrages ou d'articles de référence ou si vous connaissez des sites web de qualité traitant du thème abordé ici, merci de compléter l'article en donnant les références utiles à sa vérifiabilité et en les liant à la section « Notes et références ».

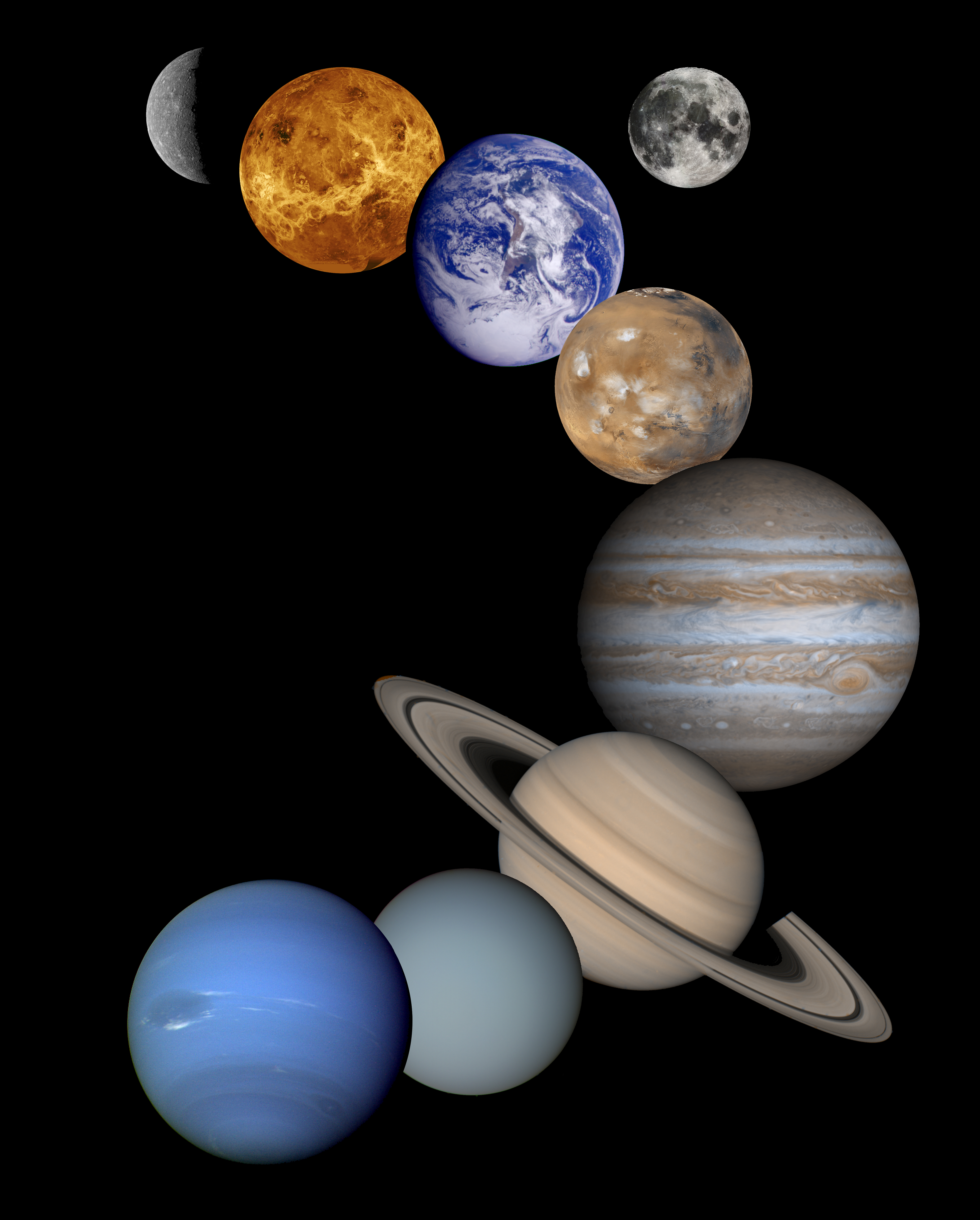
Les planètes du système solaire : Mercure, Vénus, La Terre avec la Lune, Mars, Jupiter, Saturne, Uranus et Neptune.

La colonisation du Système solaire externe est un projet de colonisation spatiale de certaines lunes des planètes externes du Système solaire.
De nombreuses lunes externes contiennent de l'eau gelée, de l'eau liquide et des composants organiques qui pourraient être utiles pour la production de carburant entre autres. Des colonies dans le Système solaire externe pourraient également servir en tant que centres pour étudier des planètes ou d'autres lunes à long terme. En particulier, des systèmes robotisés pourraient être contrôlés par des humains sans les délais très longs requis pour communiquer avec la Terre. Il y a également eu des propositions pour placer des aérostats robotiques dans les atmosphères supérieures des planètes gazeuses géantes pour l'exploration et éventuellement la récolte d'hélium 3, qui pourrait avoir un très bon rendement en tant que carburant pour la fusion nucléaire.
Cependant tous ces projets sont pour l'instant sans suite, faute de financements ou de compétences techniques suffisantes. 

## Astéroïdes
L'idée d'utiliser les astéroïdes comme sources de minéraux (l'exploitation minière des astéroïdes) pour la colonisation spatiale est répandue dans la science-fiction, étant donné qu'ils sont nombreux, rocheux et ont une vitesse de libération faible. Certains ont proposé de rendre creux des astéroïdes pour servir de grandes stations spatiales.

## Jupiter

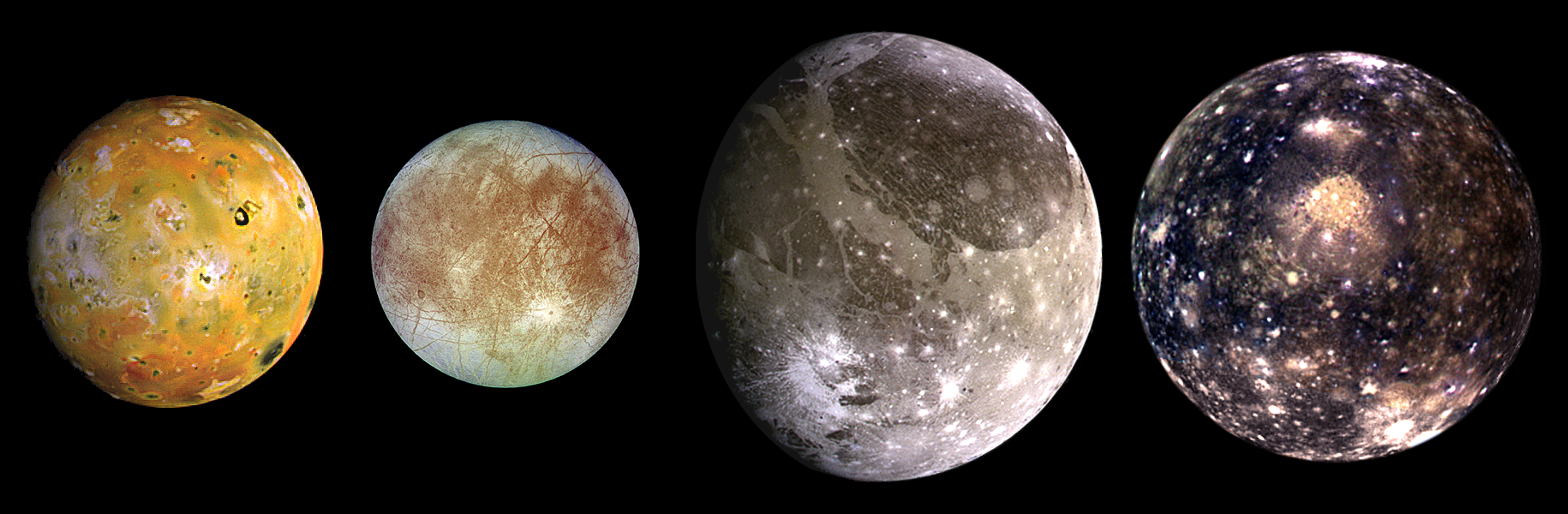
Lunes galiléennes : Io, Europe, Ganymède et Callisto.

### Europe
Le Projet Artemis (en) (Artemis Project) a conçu un plan pour coloniser Europe. Des scientifiques sont prévus pour habiter des igloos et forer dans la croûte glaciaire d'Europe, explorant son océan souterrain. Ce projet discute également de l'utilisation de poches d'air (naturelles s'il en existe, ou créées) pour l'habitat humain. Cette base de surface sur Europe utiliserait également des structures gonflables. L'exploration d'Europe et de son océan souterrain serait effectuée par des sous-marins.
Il y a quelques difficultés liées à la colonisation d'Europe. Un problème important est le haut niveau de radiation de la ceinture de radiation de Jupiter, qui est approximativement 10 fois plus élevé que la ceinture terrestre de radiations de Van Allen. Un être humain ne survivrait pas longtemps sur ou à proximité de la surface d'Europe sans une très grande protection anti-radiations.

### Ganymède
Dans un futur éloigné, la lune Ganymède sera un endroit probable pour l'installation d'une base, étant donné qu'elle est la plus grande lune du Système solaire. Ganymède est également la seule lune possédant une magnétosphère.

### Callisto
La NASA a effectué une étude nommée HOPE (Revolutionary Concepts for Human Outer Planet Exploration, Concepts Révolutionnaires pour l'Exploration Humaine de Planètes Externes) concernant l'exploration future du Système solaire. La cible choisie était Callisto. Il serait possible de construire une base en surface qui produirait du carburant pour davantage d'exploration du Système solaire. Étant donné qu'elle est en dehors de la ceinture de radiation de Jupiter et également géologiquement très stable, elle pourrait s'avérer être un endroit très convenable pour une base. Cette base serait également un centre pour l'exploration du système de Jupiter, par exemple pour une exploration éloignée d'Europe.

### Astéroïdes troyens
L'annonce en 2006 par l'observatoire des Télescopes Keck que l'astéroïde troyen 617 Patroclus et probablement un grand nombre d'autres objets troyens dans l'orbite de Jupiter, sont probablement composés d'eau glacée, avec une couche de poussière, suggère que miner l'eau et d'autres volatils dans cette région et les transporter via le réseau de transport interplanétaire serait faisable dans un futur pas si distant. Cela pourrait rendre plus envisageables la colonisation de la Lune, de Mercure et des astéroïdes de la ceinture principale.

## Saturne

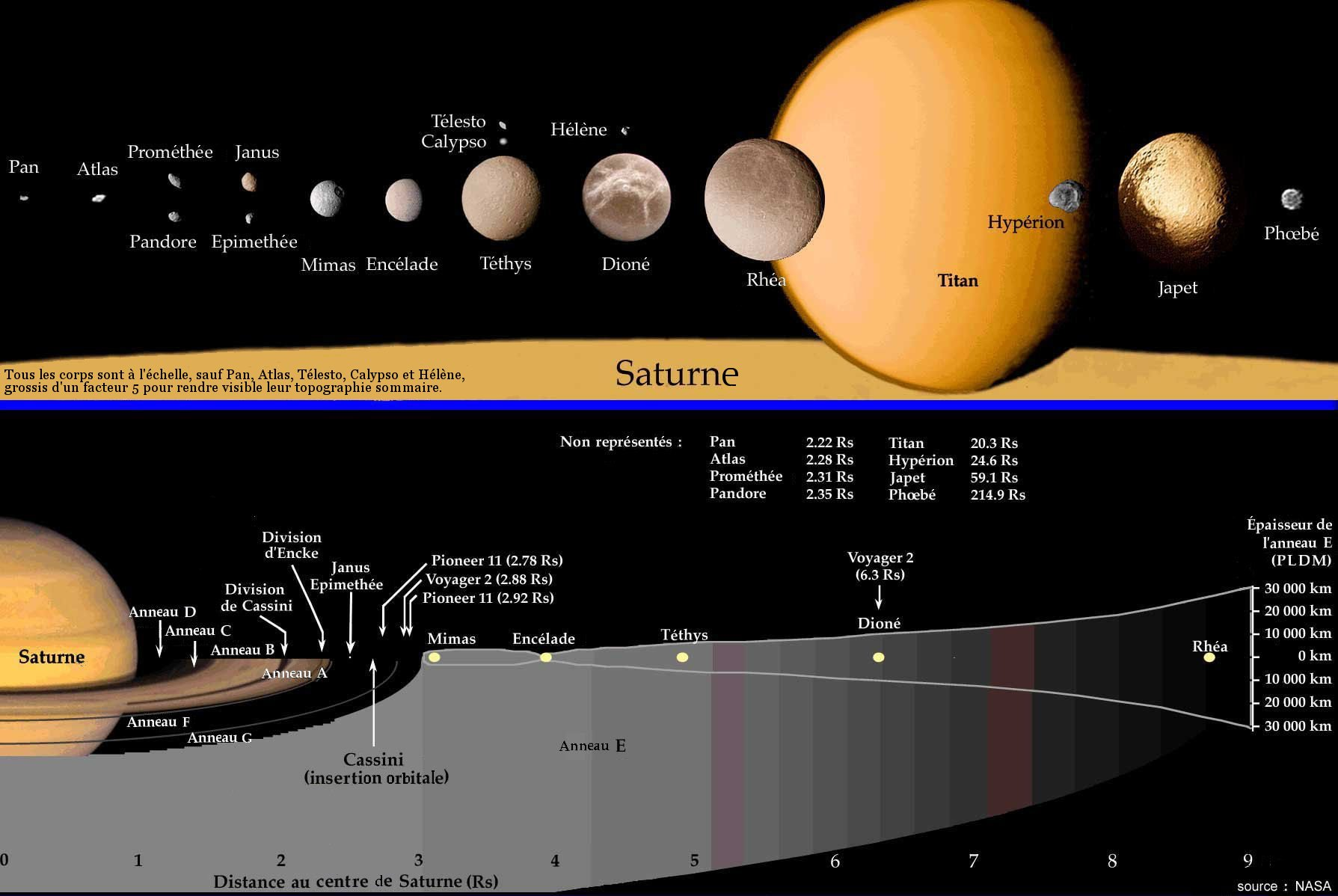
Les satellites naturels de Saturne.

### Titan
Voir Colonisation de Titan
Aucune étude ni projet solides n'ont été faits concernant des missions habitées pour Titan, ou la colonisation de ce monde, tout du moins pas en dehors de la science-fiction. Une exception est un chapitre dans Entering Space de Robert Zubrin qui spéculait sur la manière dont les humains pourraient faire face et exploiter l'environnement de Titan. Il semble que la surface de Titan est très jeune et active, et contient de grandes quantités d'eau glacée et peut-être des océans et canaux de composants organiques liquides. Elle devrait être capable de supporter une base, mais plus d'information concernant la surface de Titan et des activités sur elle sont nécessaires. L'atmosphère épaisse et le climat sont également des facteurs à considérer.

### Encelade
Le 9 mars 2006, la sonde spatiale Cassini-Huygens de la NASA a trouvé des preuves probables d'eau liquide sur Encelade. D'après la NASA, "des poches d'eau liquide pourraient être collectées bien plus facilement sur Encelade que, par exemple, Europe (voir plus haut). La découverte d'eau, en particulier d'eau liquide, améliore généralement grandement la considération d'un corps céleste pour la colonisation.

## Uranus

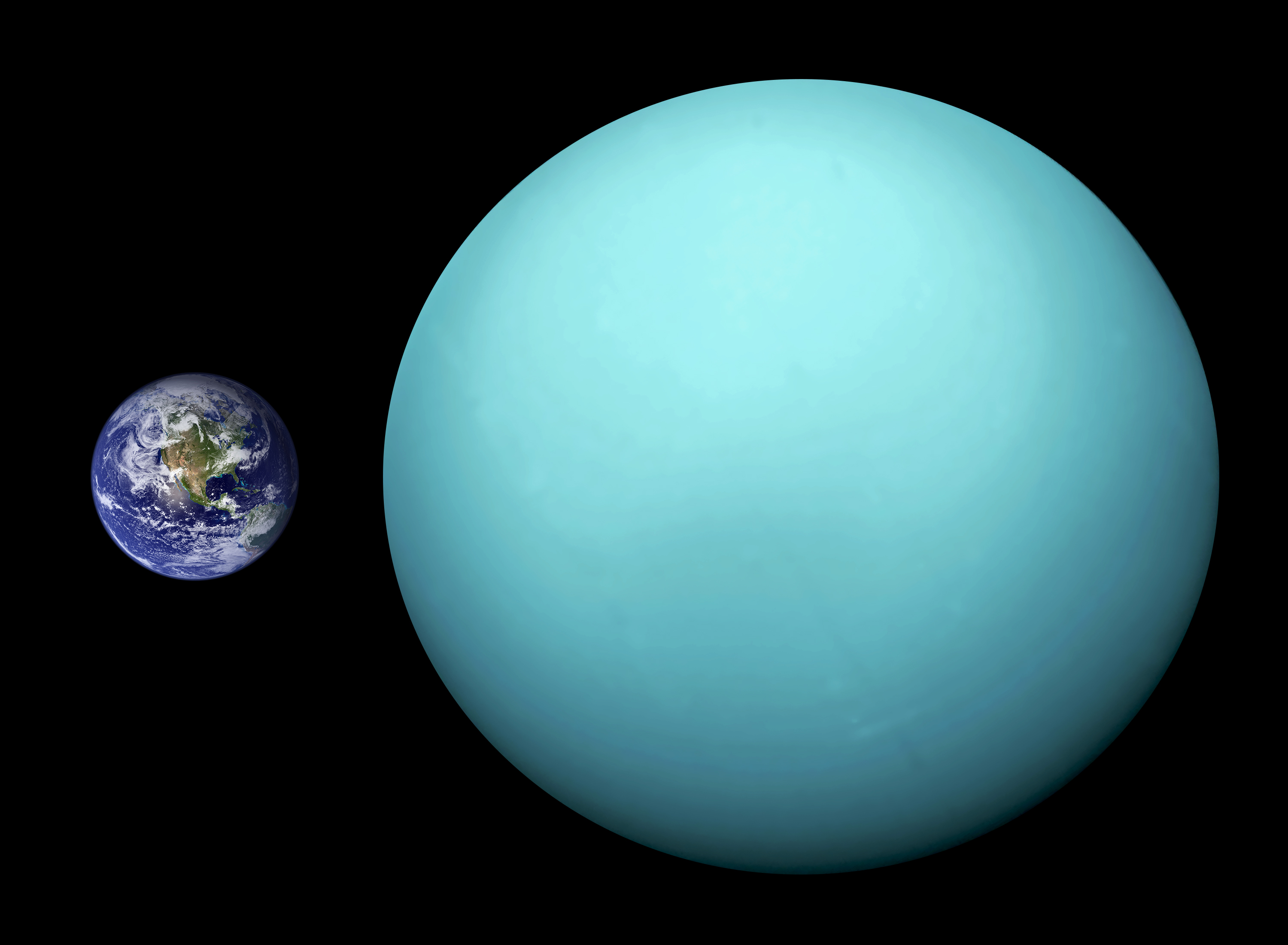
La taille de Uranus comparée à celle de la Terre.

Étant donné qu'Uranus a la vitesse de libération la plus basse des quatre géantes gazeuses, elle a été proposée comme site d'exploitation pour l'hélium 3. Si la supervision humaine de l'activité robotique s'avérait nécessaire, un des satellites naturels d'Uranus pourrait servir de base. Une alternative serait de placer des cités volantes dans son atmosphère. En utilisant des ballons remplis d'hydrogène, de grandes masses peuvent être suspendues à une gravité grosso modo terrestre. Saturne et Neptune pourraient convenir également, mais Jupiter ne pourrait pas, à cause de sa gravité, de sa vitesse de libération et de ses radiations élevées.

## Neptune

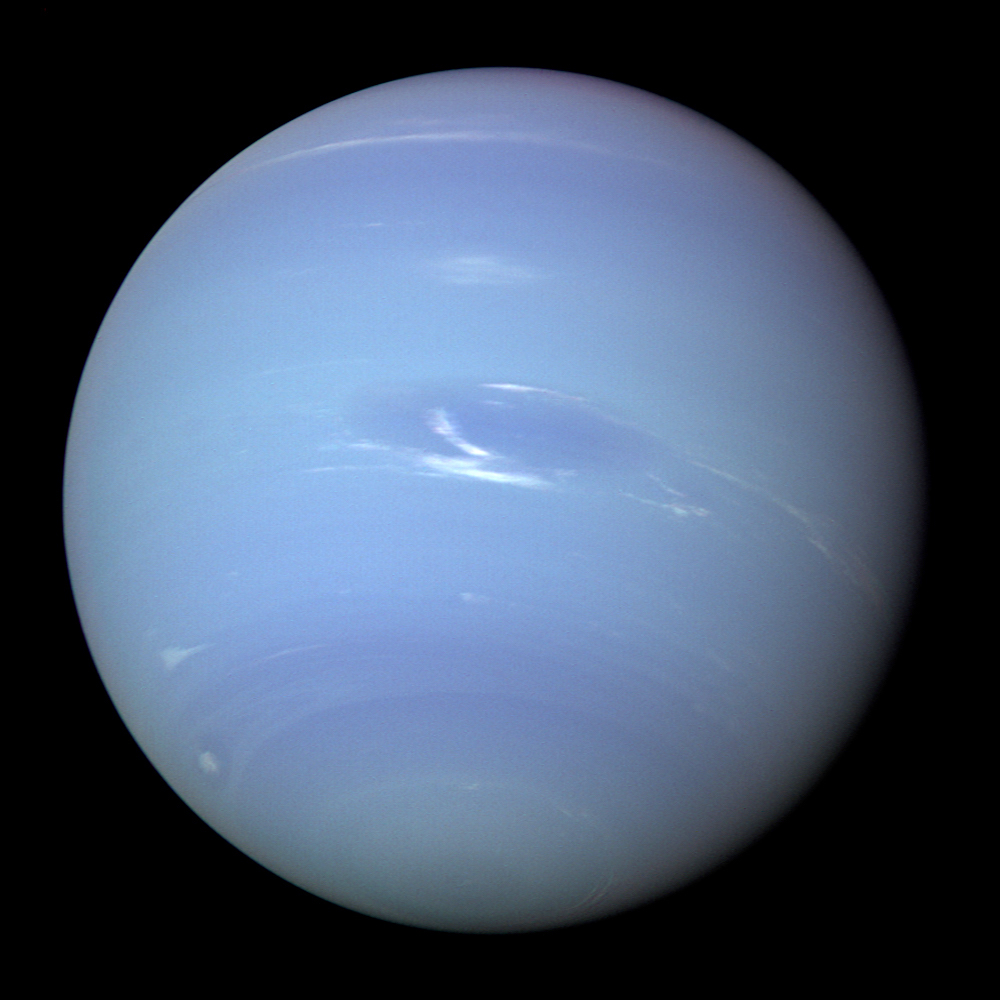
Planète Neptune.

Neptune et ses satellites pourraient également être utilisés pour la colonisation, mais sont plus éloignés, et Neptune a une plus grande gravité en surface qu'Uranus. Ses satellites, en particulier Triton, pourraient également être colonisés.

## La ceinture de Kuiper et le nuage d'Oort
On pense que plusieurs milliards de comètes ou d'astéroïdes de glace existent en dehors de l'orbite d'Uranus. Ceux-ci pourraient abriter tous les ingrédients pour la vie (eau glacée et composants organiques) parmi lesquels de grandes quantités d'hélium 3. Des colonies envoyées à ces petits mondes perdus pourraient construire des habitats rotatifs ou vivre dans des espaces creusés et les éclairer avec des réacteurs à fusion pour des centaines de millions d'années avant de s'en aller. Il est envisagé qu'au fil des époques l'humanité pourrait migrer vers des systèmes solaires voisins, qui pourraient avoir des nuages similaires, sans avoir besoin de grands astronefs interstellaires.

#### Droit international
- Droit de l'espace (Traité de l'espace)
- Militarisation de l'espace